# Lerista picturata
Lerista petersoni — вид сцинкоподібних ящірок родини сцинкових (Scincidae). Ендемік Австралії.

## Поширення і екологія
Lerista petersoni мешкають в посушливих внутрішніх районах на південному заході Західної Австралії. Вони живуть в напівсухих лісах і сухих чагарникових заростях, в піску під шаром опалого листя.